# Port de Llo
El Port de Llo és una collada de muntanya situada a 1.578,2 m alt en el terme comunal de Llo, de la comarca de l'Alta Cerdanya, a la Catalunya del Nord, a la dreta del Rec de Galamany. És al nord-est del terme de Llo, al nord-est del poble d'aquest nom i de la Serra de Llo. Hi passa la carretera D - 30. Al seu nord hi ha l'Abric Pastoral de Port de Llo.